# Medole

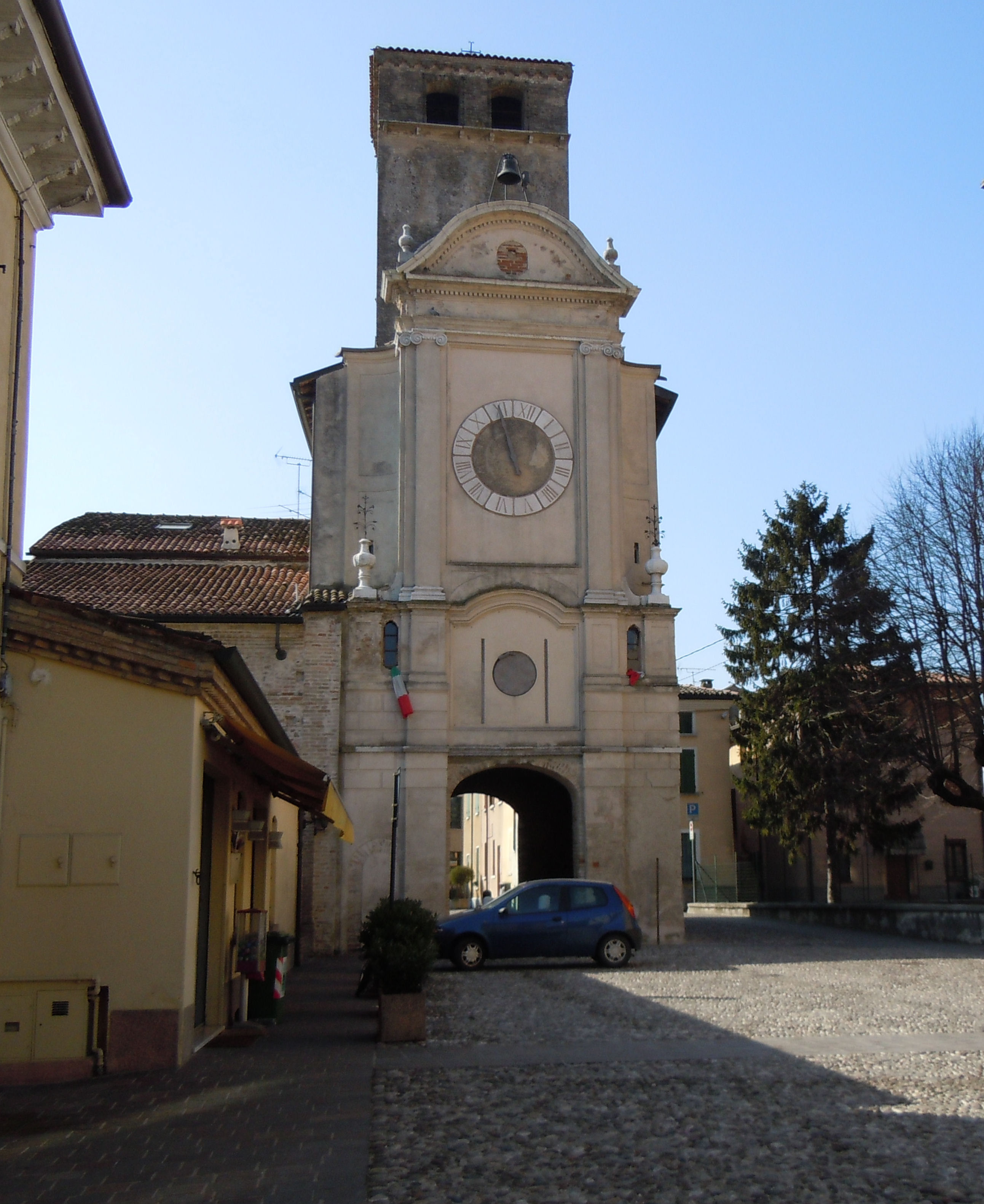
Castello di Medole

Medole (Médule in dialetto alto mantovano) è un comune italiano di 4 219 abitanti della provincia di Mantova in Lombardia.
È situato nell'Alto Mantovano e fa parte della Comunità del Garda (associazioni di enti del bacino del lago di Garda).
Nel 2016 è stata costituita l'unione dei comuni di Medole, Ponti sul Mincio e Solferino denominata "Unione dei comuni Castelli Morenici".

## Geografia fisica
Il territorio di Medole appartiene alla zona subcollinare posta ai piedi delle alture che delimitano il lago di Garda verso la Pianura Padana e confina a nord-ovest con Castiglione delle Stiviere, a nord-est con Solferino e Cavriana, a est con Guidizzolo, a sud con Ceresara e a sud-ovest con Castel Goffredo.
Il paese dista circa 30 km da Mantova, 35 km da Brescia, 55 km da Cremona e 45 km da Verona.

### Clima
Il clima di Medole è quello tipico dell'alta Pianura Padana di tipo temperato sub‐continentale: gli inverni sono moderatamente rigidi, poco piovosi e con giornate di nebbia; le estati sono calde e afose con precipitazioni a carattere temporalesco; le primavere e gli autunni sono generalmente piovosi.
| Ghedi                      | Mesi  | Mesi | Mesi | Mesi | Mesi | Mesi | Mesi | Mesi | Mesi | Mesi  | Mesi  | Mesi  | Stagioni | Stagioni | Stagioni | Stagioni | Anno |
| Ghedi                      | Gen   | Feb  | Mar  | Apr  | Mag  | Giu  | Lug  | Ago  | Set  | Ott   | Nov   | Dic   | Inv      | Pri      | Est      | Aut      | Anno |
| -------------------------- | ----- | ---- | ---- | ---- | ---- | ---- | ---- | ---- | ---- | ----- | ----- | ----- | -------- | -------- | -------- | -------- | ---- |
| T. max. media (°C)         | 4     | 8    | 13   | 17   | 22   | 26   | 29   | 28   | 24   | 18    | 10    | 5     | 5,7      | 17,3     | 27,7     | 17,3     | 17   |
| T. min. media (°C)         | −3    | −1   | 3    | 7    | 11   | 15   | 18   | 17   | 14   | 9     | 3     | −2    | −2       | 7        | 16,7     | 8,7      | 7,6  |
| Precipitazioni (mm)        | 60    | 54   | 64   | 69   | 92   | 75   | 73   | 85   | 62   | 84    | 79    | 54    | 168      | 225      | 233      | 225      | 851  |
| Giorni di pioggia          | 6     | 6    | 8    | 9    | 10   | 9    | 6    | 8    | 6    | 7     | 8     | 6     | 18       | 27       | 23       | 21       | 89   |
| Umidità relativa media (%) | 86    | 81   | 75   | 76   | 73   | 71   | 72   | 72   | 75   | 79    | 85    | 86    | 84,3     | 74,7     | 71,7     | 79,7     | 77,6 |
| Vento (direzione-m/s)      | WNW 5 | W 5  | W 5  | W 5  | W 5  | W 5  | W 5  | W 5  | W 5  | WNW 5 | WNW 5 | WNN 5 | 5        | 5        | 5        | 5        | 5    |

- Classificazione climatica: zona E 2428 62.[8]

## Origini del nome
Il nome di Medole deriva dal latino meta, mucchio di sassi.

## Storia

### Periodo romano
I reperti e le iscrizioni rinvenute suggeriscono l'esistenza di un abitato organizzato in istituzioni, di cultura e lingua latina, già a partire dal I secolo. Il primo nucleo del paese prese vita nell'attuale zona nord-est dell'abitato, ove sorge l'attuale Pieve romanica, costruita intorno al X secolo, forse sulle fondamenta di un tempio romano.
In una zona adiacente alla Pieve romanica, negli anni ottanta, furono rinvenute le vestigia di una grande villa romana che, dopo l'immediato vincolo deciso dal Ministero per i beni culturali e ambientali, attende d'essere riportata alla luce.

### Medioevo
Il più antico documento ove viene citato Medole è un atto del 31 maggio 841 con cui il vescovo di Brescia Ramperto donava ai Monaci benedettini, da lui fatti venire dalla Francia, alcune proprietà del contado, tra cui la Casa di San Vito.

### Dal XV al XVII secolo

#### I Gonzaga
Agli albori del XV secolo, precisamente nel 1404, la duchessa di Milano Caterina Visconti, in pagamento di un debito precedentemente contratto dal marito Gian Galeazzo Visconti, cedette le terre di Lonato, insieme a quelle di Medole, Castel Goffredo, Castiglione delle Stiviere e Solferino al condottiero mercenario Francesco I Gonzaga, dando così inizio al lungo dominio gonzaghesco di Medole.

#### I profughi
Intorno alla seconda metà del XV secolo il Comune, per ragioni non note, probabilmente a causa di una forte carestia nelle valli bresciane, fu soggetto a una imprevista e imponente immigrazione che, in poco tempo, determinò un significativo aumento della popolazione medolese. Le già scarse provviste alimentari e le diffidenze verso i forestieri causarono una netta separazione tra le due popolazioni che, nel 1481, venne regolata da sentenza della Magistratura. Gli abitanti di Medole furono divisi tra i nativi, detti "uomini di comune" e gli immigrati bresciani, detti "uomini di macina". Questi ultimi costituivano la parte più povera e venivano trattati come forestieri, fino a quando la loro discendenza non avesse raggiunti i 150 anni dall'insediamento a Medole del capostipite. Nel 1570 le 110 famiglie degli "uomini di macina" che lamentavano la durezza delle condizioni di vita, inviarono una supplica al Duca di Mantova che, però, venne respinta, confermando i privilegi degli "uomini di comune". Della fine ufficiale di questo strano "apartheid" non si ha notizia: probabilmente si estinse nel XVII secolo, con il compimento dei 150 anni di residenza.

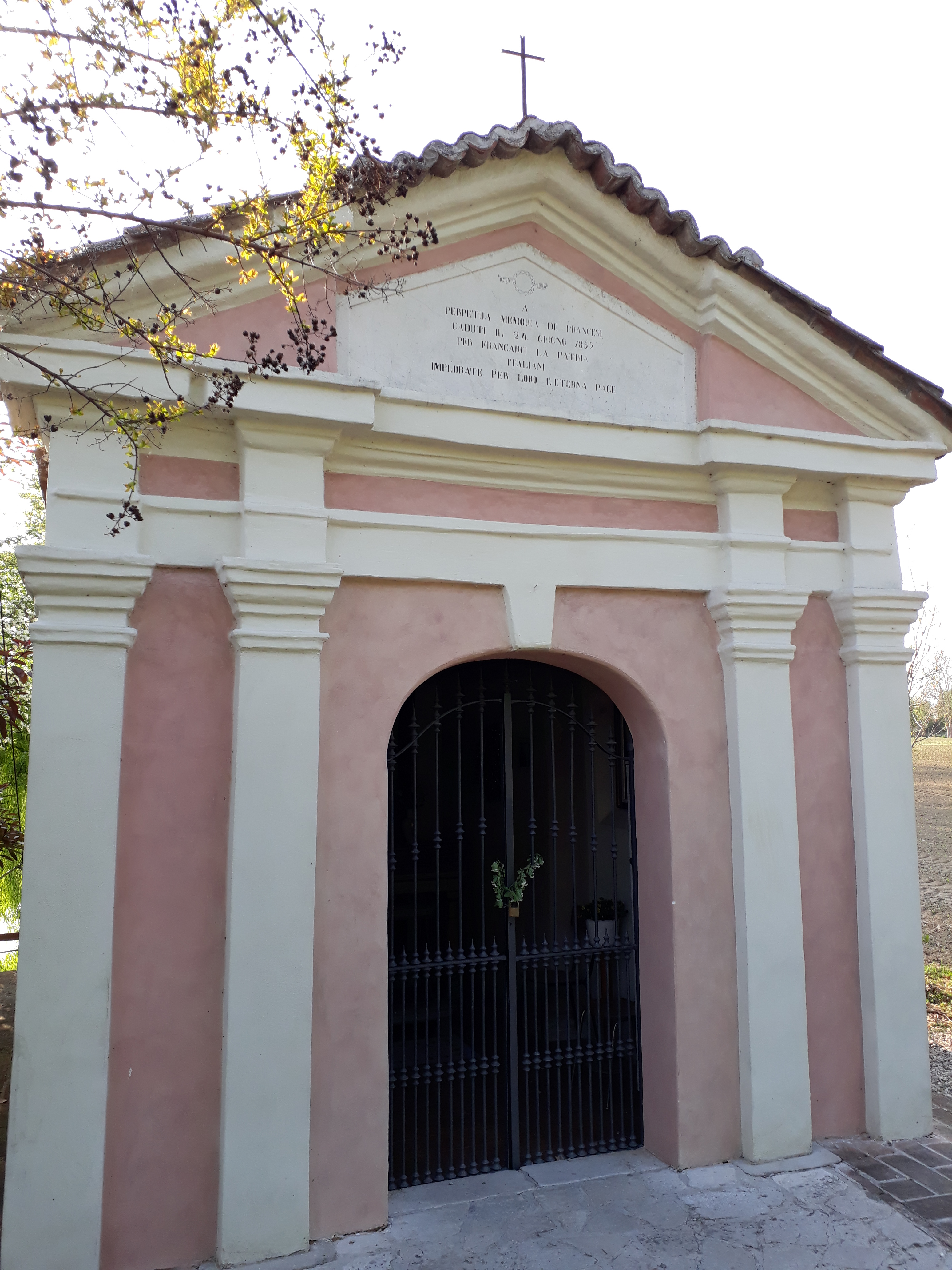
Chiesa di San Vito (Medole) a ricordo dei caduti francesi

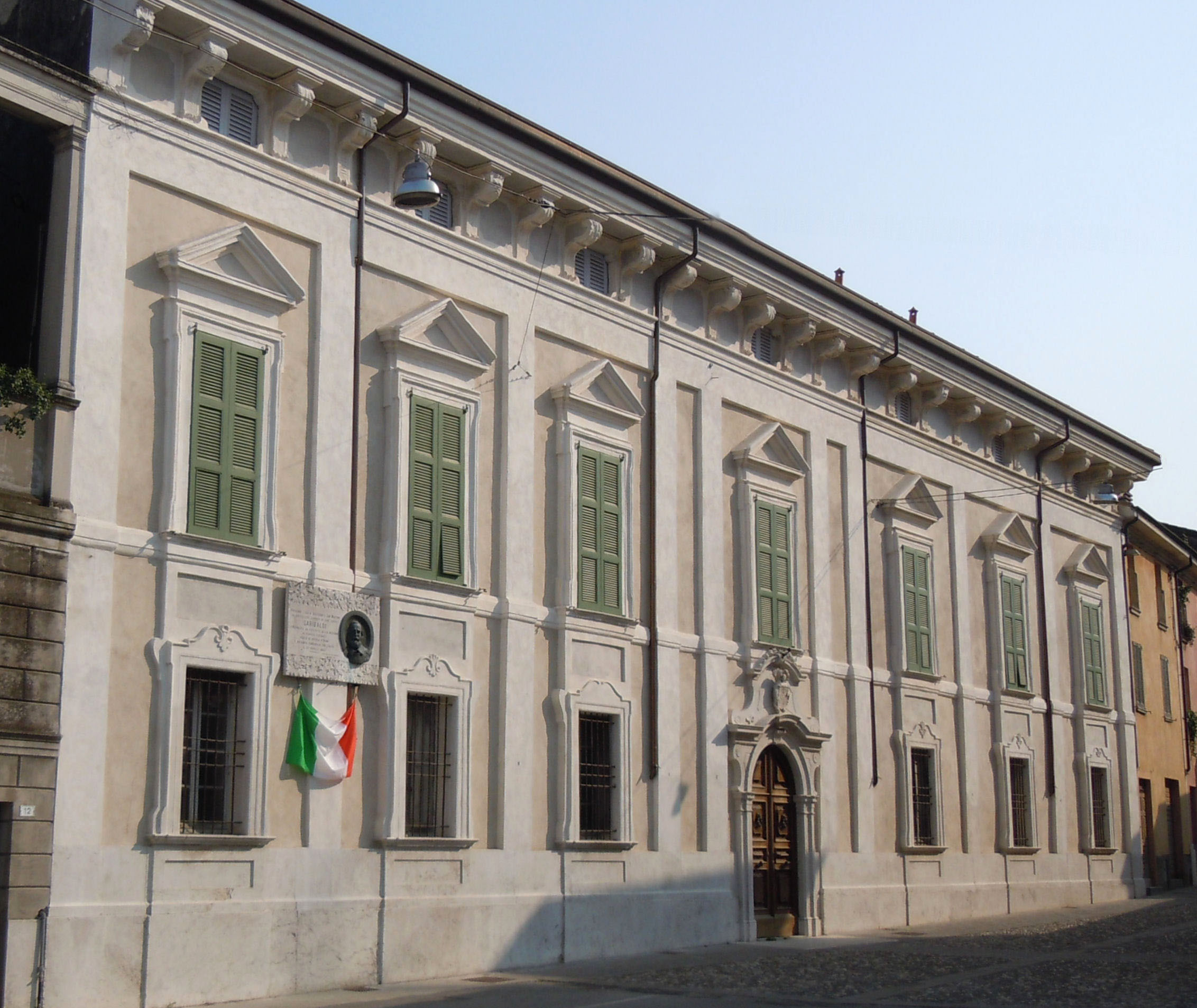
Palazzo Ceni

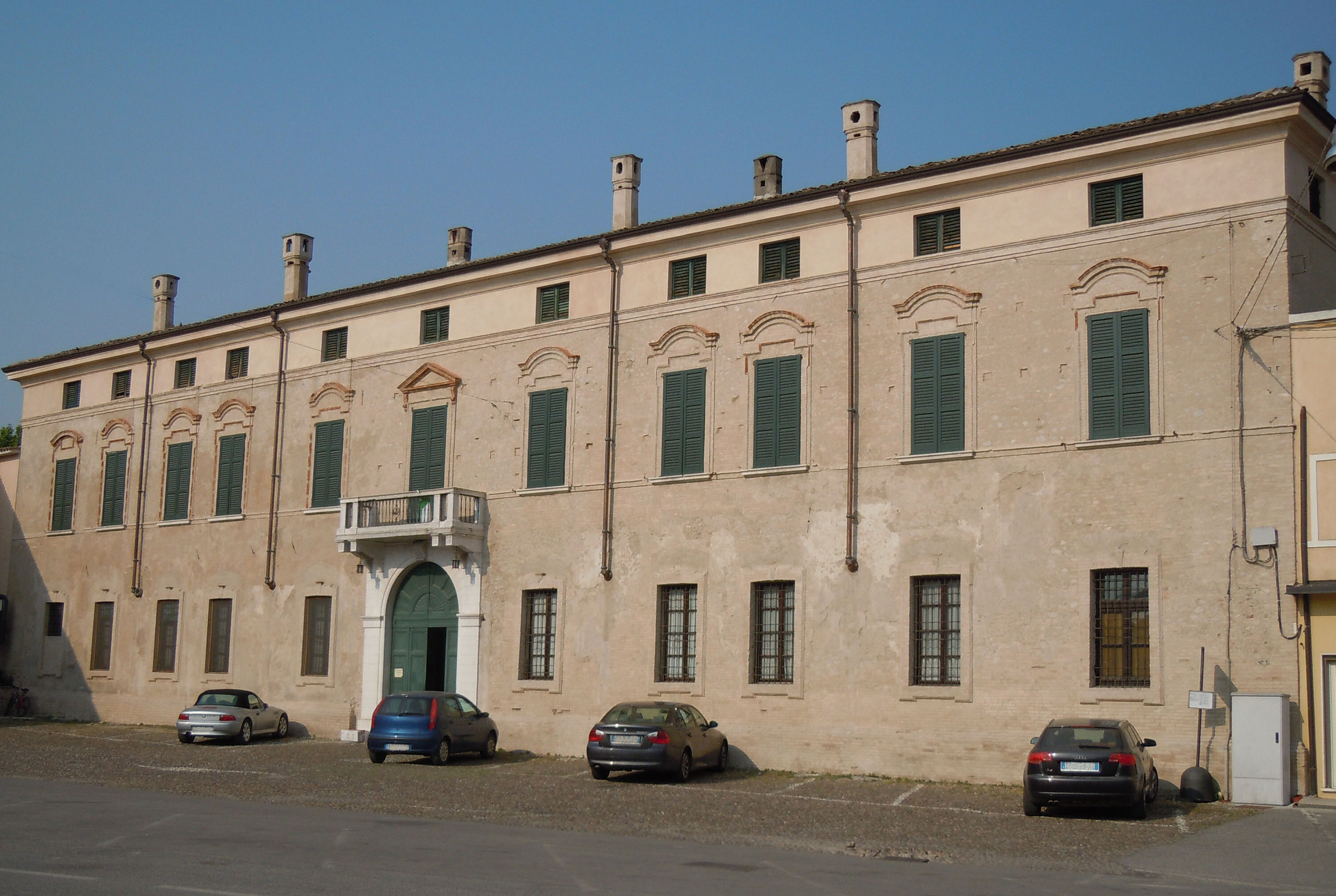
Palazzo Scaratti-Minelli

Una seconda consistente immigrazione avvenne alla fine del XVII secolo, quando varie famiglie bergamasche raggiunsero Medole in cerca di lavoro agricolo nell'incolto Campo di Medole, una vasta distesa posta nella zona nord che veniva ceduta dal Comune in lotti di grandezza commisurata alla forza lavoro della famiglia richiedente.

#### La grande pestilenza
Durante la Guerra di successione di Mantova e del Monferrato, nel 1629, il territorio di Medole e dei comuni limitrofi subirono scorrerie da parte dei mercenari tedeschi e polacchi di Albrecht von Wallenstein, guidati dal conte di Collalto, che perpetrarono furti e uccisioni e portarono una grave epidemia di peste.

### Dal XVIII al XIX secolo

#### Le battaglie
Medole fu luogo di vari episodi bellici. L'8 settembre 1706, nella vasta porzione di pianura nota come Campo di Medole, si svolse una parte ingente della battaglia di Castiglione, in alcuni testi nota anche come battaglia di Medole o battaglia di Ghidizzole, nell'ambito della Guerra di successione spagnola, e condotta per parte tedesca dal Langravio Federico d'Assia-Kassel e per parte francese dal conte di Médavy.
Il 5 agosto 1796, nell'ambito della prima campagna napoleonica d'Italia, Medole fu teatro di episodi facenti parte della più grande battaglia di Castiglione, tra le forze del giovane generale Napoleone Bonaparte e del feldmaresciallo dell'Impero d'Austria Dagobert von Wurmser, essendo il fianco sinistro dell'armata austriaca assestato sul Monte Medolano.
Nel corso della battaglia di Solferino e San Martino, nell'abitato e nella zona est del territorio medolese, si combatté la battaglia di Medole, scontro fra il IV Corpo d'Armata francese del generale Adolphe Niel e la Iª Armata austriaca del feldmaresciallo Franz von Wimpffen, che diede inizio ai combattimenti del 24 giugno 1859, mentre nella zona nord del territorio si misuravano il II corpo d'armata francese del maresciallo Patrice de Mac-Mahon con la IIª Armata austriaca del generale Franz von Schlick.
L'ultima battaglia di Medole ebbe luogo il 2 luglio 1866. In effetti si trattò di uno scontro circoscritto tra reparti di cavalleria italiana e austriaca, cui venne dato particolare risalto, probabilmente per compensare parzialmente le sconfitte subite dall'esercito italiano. È in seguito al favorevole esito di quello scontro che la piazza centrale prese l'attuale denominazione di Piazza della Vittoria.

### Il XX secolo
Il XX secolo iniziò sotto buoni auspici per i miglioramenti economici dovuti all'attività della Cooperativa agricola italiana che, nel 1901, fondò a Medole un'importante azienda cooperativa rurale, sdoganando in parte la manodopera agraria dal controllo dei latifondisti ed incoraggiando le classi più umili della popolazione allo studio.
Il 28 febbraio 1918 arriva la 113ª Squadriglia che resta fino al 17 luglio, dal 22 marzo la 23ª Squadriglia fino al 25 maggio ed all'inizio di luglio la 120ª Squadriglia fino al 25 agosto.

### Simboli
Nello scudo sono raffigurate, in campo rosso, due braccia moventi dal fianco sinistro dello scudo, impugnanti: la sinistra un mazzo di spighe, la destra un falcetto. Il gonfalone è un drappo partito di bianco e di rosso.

## Monumenti e luoghi d'interesse

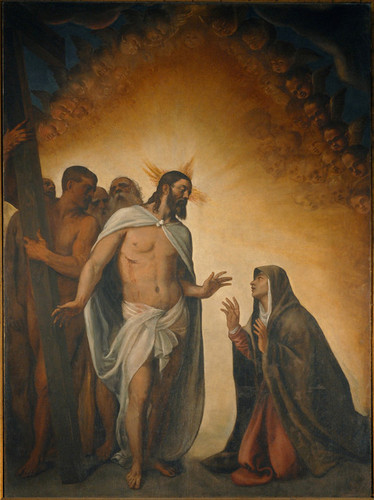
Tiziano, Il Risorto appare alla Madre, 1554.

Tra i principali monumenti del paese sono annoverati il castello risalente al X secolo, la chiesa parrocchiale con pala di Tiziano Vecellio, l'ex Convento dell'Annunciata e la Pieve di Santa Maria, piccola chiesa ad una sola navata con abside e campanile, originari dell'XI secolo. A Medole è inoltre presente la più grande sala delle assemblee dei Testimoni di Geova in Italia, inaugurata nel 2007.

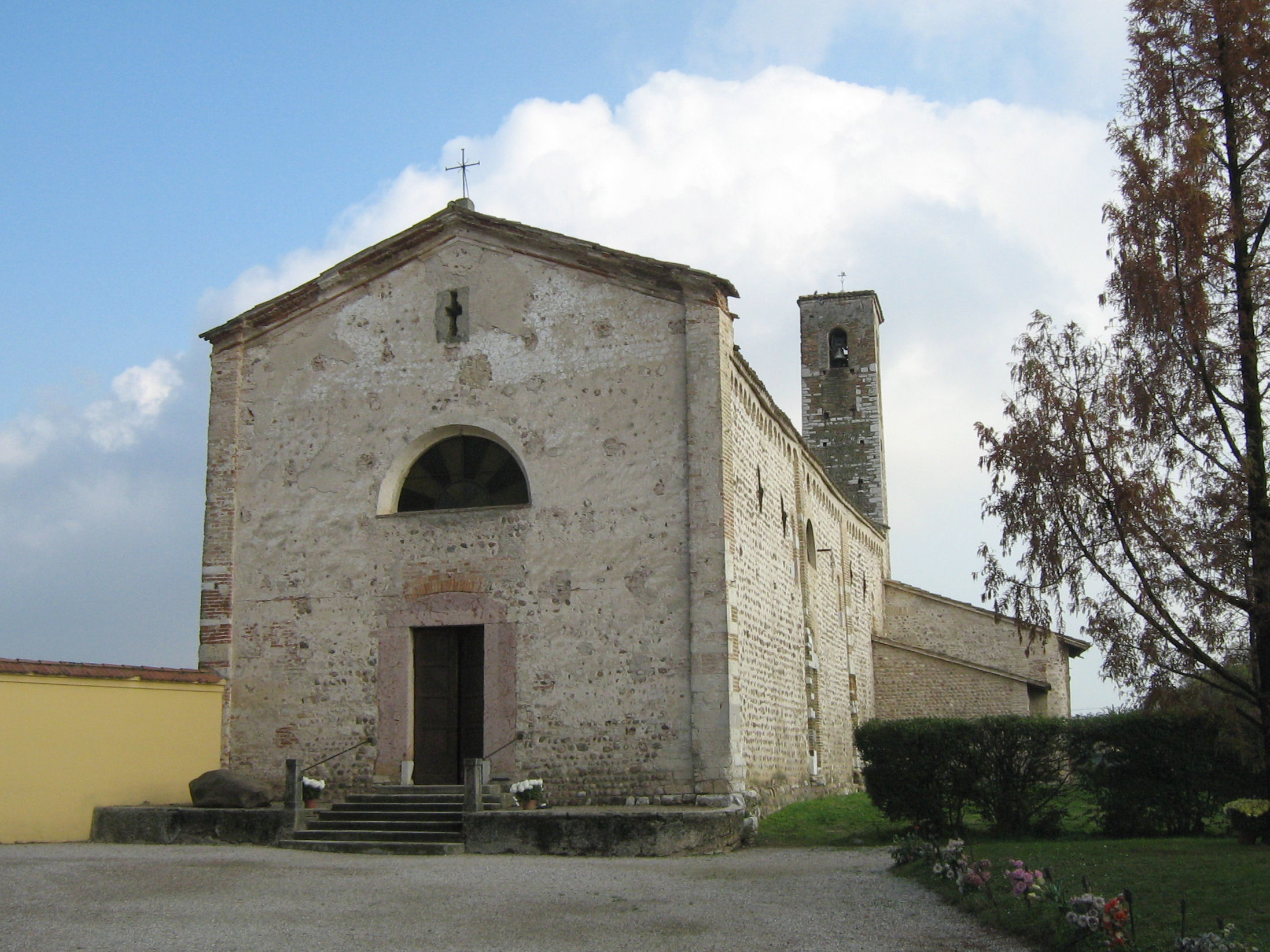
Pieve di Santa Maria

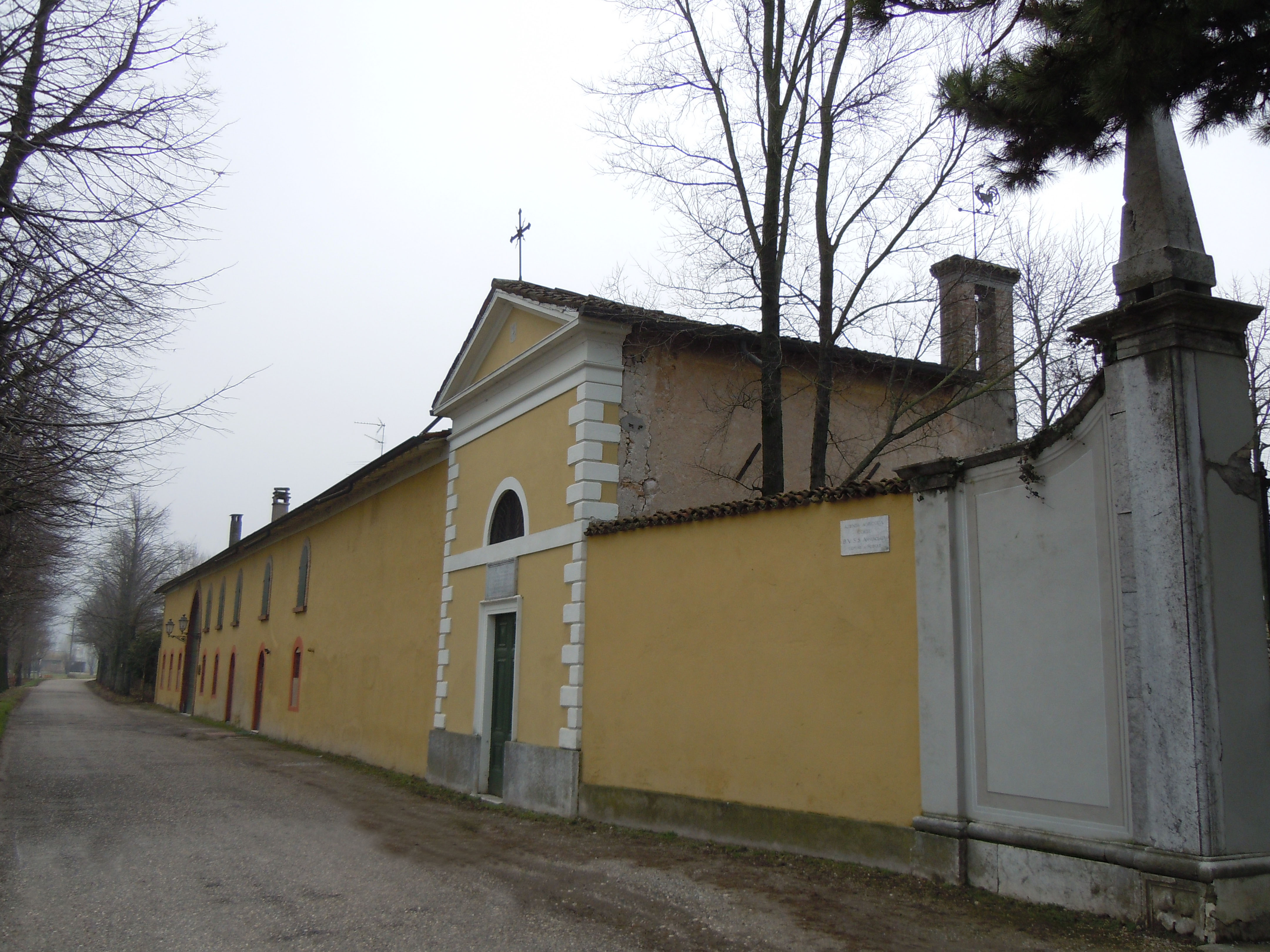
Convento dell'Annunciata

### Architetture religiose
- Chiesa dell'Assunzione della Beata Vergine Maria, con dipinto Il Risorto appare alla Madre del Tiziano[24] e il Compianto sul Cristo morto, attribuito al Mantegna e alla sua cerchia. In una cappella della navata di destra sono conservate le reliquie di San Vittorio, giunte nel 1692, dopo essere state per alcuni anni nella demolita Chiesa dei Cappuccini di Mantova.[25]
- Convento dell'Annunciata, in stile gotico.
- Pieve di Santa Maria, romanica.
- Chiesa di San Vito.
- Chiesa di San Damaso.[26]
- Chiesa di San Rocco.
- Sala Congressi dei Testimoni di Geova, via Crocevia.

### Architetture civili
- Palazzo Ceni, ospita la Civica raccolta d'arte di Medole.
- Palazzo Scaratti-Minelli.
- Palazzo Zappaglia.
- Teatro comunale.[27]

### Architetture militari
- Castello

### Monumenti
- Monumento ai Caduti[28]
- Monumento ai caduti francesi (Cà Morino)
- Tomba d'onore di Ca' Fattori

### Aree protette
- Parco Monte Medolano

## Società

### Evoluzione demografica
Abitanti censiti

### Etnie e minoranze straniere
Al 31 dicembre 2021, gli stranieri residenti nel Comune risultavano essere 512, ovvero il 12,5% della popolazione. Di seguito sono riportati i gruppi più consistenti:
1. Marocco, 123
2. Romania, 94
3. India, 75
4. Cina, 52
5. Albania, 26
6. Ucraina, 24
7. Pakistan, 20
8. Repubblica di Macedonia, 15
9. Moldavia, 13
10. Cambogia, 11

### Lingue e dialetti
È considerato facente parte del sistema linguistico del dialetto mantovano, ma con elementi di transizione col dialetto bresciano.

## Cultura

### Istruzione

#### Biblioteche
- Biblioteca comunale

#### Scuole
Sul territorio comunale sono presenti le seguenti tipologie di scuole:
- Scuole dell'Infanzia: 1
- Scuole Primarie: 1
- Scuole Secondarie di I grado: 1

### Musei
- Civica raccolta d'arte

## Infrastrutture e trasporti
Servita dalla viabilità locale mediante le strade provinciali 8, 9 e 10, Medole fu sede di una stazione tranviaria di diramazione fra due relazioni extraurbane, la tranvia Brescia-Mantova-Ostiglia e la diramazione Casaloldo-Medole della tranvia Mantova-Asola, che rendeva possibile il collegamento fra la città virgiliana e Desenzano del Garda.

## Amministrazione
Elenco dei Sindaci, Potestà e Commissari Prefettizi di Medole dall'Unità d'Italia. 
| Periodo           | Periodo           | Primo cittadino              | Partito                                                | Carica                  | Note |
| ----------------- | ----------------- | ---------------------------- | ------------------------------------------------------ | ----------------------- | ---- |
| 6 marzo 1860      | 31 dicembre 1866  | Luigi Melegari               |                                                        | Sindaco                 |      |
| 1º gennaio 1867   | 3 maggio 1872     | Francesco Ceni               |                                                        | Sindaco                 |      |
| 4 maggio 1872     | 3 gennaio 1877    | Francesco Ceni               |                                                        | Sindaco                 |      |
| 4 gennaio 1877    | 4 ottobre 1881    | Francesco Ceni               |                                                        | Sindaco                 |      |
| 5 ottobre 1881    | 23 settembre 1886 | Luigi Buzzacchi              |                                                        | Sindaco                 |      |
| 24 settembre 1886 | 30 aprile 1891    | Ottavio Melegari             |                                                        | Sindaco                 |      |
| 1º maggio 1891    | 2 maggio 1895     | Ottavio Melegari             |                                                        | Sindaco                 |      |
| 3 maggio 1895     | 28 dicembre 1899  | Ottavio Melegari             |                                                        | Sindaco                 |      |
| 29 dicembre 1899  | 19 ottobre 1905   | Adolfo Ceni                  |                                                        | Sindaco                 |      |
| 20 ottobre 1905   | 11 agosto 1907    | Ottavio Melegari             |                                                        | Sindaco                 |      |
| 12 agosto 1907    | 29 dicembre 1907  | Giovanni Minelli             |                                                        | Sindaco                 |      |
| 30 dicembre 1907  | 10 luglio 1910    | Francesco Turganti           |                                                        | Sindaco                 |      |
| 11 luglio 1910    | 29 ottobre 1914   | Domenico Lilloni             |                                                        | Sindaco                 |      |
| 30 ottobre 1914   | 18 ottobre 1920   | Angelo Fezzardi              |                                                        | Sindaco                 |      |
| 19 ottobre 1920   | 23 gennaio 1923   | Annibale Zuradelli           |                                                        | Sindaco                 |      |
| 24 gennaio 1923   | 31 maggio 1926    | Battista Imperatori          |                                                        | Sindaco                 |      |
| 1º giugno 1926    | 19 agosto 1930    | Battista Imperatori          |                                                        | Podestà                 |      |
| 20 agosto 1930    | 18 dicembre 1934  | Adolfo Ceni                  |                                                        | Podestà                 |      |
| 19 dicembre 1934  | 22 febbraio 1935  | Vincenzo Patelli             |                                                        | Commissario prefettizio |      |
| 23 febbraio 1935  | 12 gennaio 1940   | Benedetto Buzzacchi          |                                                        | Podestà                 |      |
| 13 gennaio 1940   | 19 ottobre 1940   | Tacito Imperatori            |                                                        | Podestà                 |      |
| 10 ottobre 1940   | 3 dicembre 1943   | Ugo Gatti                    |                                                        | Commissario prefettizio |      |
| 4 dicembre 1943   | 17 ottobre 1944   | Giuseppe Affini              |                                                        | Commissario prefettizio |      |
| 18 ottobre 1944   | 15 febbraio 1945  | Primo Canestrari             |                                                        | Commissario prefettizio |      |
| 16 febbraio 1945  | 24 aprile 1945    | Alberto Scalori              |                                                        | Commissario prefettizio |      |
| 25 aprile 1945    | 30 aprile 1945    | C.L.N.                       |                                                        | ?                       |      |
| 1º giugno 1945    | 16 agosto 1945    | Gian Cesare Pico             |                                                        | Sindaco                 |      |
| 17 agosto 1945    | 6 aprile 1946     | Mario Mozzinelli             |                                                        | Sindaco                 |      |
| 7 aprile 1946     | 7 luglio 1951     | Giovanni Paratico            |                                                        | Sindaco                 |      |
| 8 luglio 1951     | 15 gennaio 1953   | Francesco Redini             |                                                        | Sindaco                 |      |
| 16 gennaio 1953   | 9 giugno 1956     | Cesare Cavalli               |                                                        | Sindaco                 |      |
| 10 giugno 1956    | 6 gennaio 1957    | Giulio Bergamini             |                                                        | Sindaco                 |      |
| 7 gennaio 1957    | 21 novembre 1960  | Arturo Trotti                |                                                        | Sindaco                 |      |
| 22 novembre 1960  | 25 febbraio 1963  | Francesco Bignotti           |                                                        | Sindaco                 |      |
| 26 febbraio 1963  | 8 giugno 1966     | Carlo Cappellari             |                                                        | Sindaco                 |      |
| 9 giugno 1966     | 27 giugno 1970    | Luigi Picchi                 |                                                        | Sindaco                 |      |
| 28 giugno 1970    | 29 giugno 1975    | Luigi Picchi                 |                                                        | Sindaco                 |      |
| 30 giugno 1975    | 26 giugno 1980    | Gianfranco Anzeloni Bignotti | Partito socialista italiano                            | Sindaco                 |      |
| 27 giugno 1980    | 4 giugno 1985     | Gianfranco Anzeloni Bignotti | Partito socialista italiano                            | Sindaco                 |      |
| 5 giugno 1985     | 29 maggio 1990    | Giovanni Battista Ruzzenenti | Partito comunista italiano                             | Sindaco                 |      |
| 30 maggio 1990    | 4 maggio 1995     | Giovanni Battista Ruzzenenti | Partito comunista italiano                             | Sindaco                 |      |
| 5 maggio 1995     | 24 maggio 1999    | Giovanni Battista Ruzzenenti | Lista civica di sinistra                               | Sindaco                 |      |
| 25 maggio 1999    | 21 giugno 2004    | Giovanni Battista Ruzzenenti | Lista civica di sinistra                               | Sindaco                 |      |
| 22 giugno 2004    | 5 maggio 2009     | Bruno Pesci                  | Lista civica di centro-destra                          | Sindaco                 |      |
| 6 maggio 2009     | 8 giugno 2009     | Angelo Araldi                |                                                        | Commissario prefettizio |      |
| 9 giugno 2009     | 25 giugno 2014    | Giovanni Battista Ruzzenenti | Lista civica di sinistra                               | Sindaco                 |      |
| 26 giugno 2014    | 26 maggio 2019    | Giovanni Battista Ruzzenenti | Lista civica di sinistra                               | Sindaco                 |      |
| 27 maggio 2019    | 10 giugno 2024    | Mauro Morandi                | Lega - Forza Italia - Fratelli d'Italia - Lista civica | Sindaco                 |      |
| 10 giugno 2024    | in carica         | Luca Vivaldini               | Lega - Forza Italia - Fratelli d'Italia - Lista civica | Sindaco                 |      |

## Sport
- Calcio: ASD Medolese girone G lombardo di 1ª Categoria
- Calcio a 7: AC Medole (Campioni provinciali 2011/2012)
- Ciclismo: ASD Pedale Medolese 1948
- Tamburello: AT Medole, 4 volte campione d'Italia